# Le Minihic-sur-Rance
Minihic-sur-Rance (bret. Minic'hi-Poudour) – miejscowość i gmina we Francji, w regionie Bretania, w departamencie Ille-et-Vilaine.
Według danych na rok 1990 gminę zamieszkiwało 1148 osób, a gęstość zaludnienia wynosiła 294 osoby/km² (wśród 1269 gmin Bretanii Minihic-sur-Rance plasuje się na 522. miejscu pod względem liczby ludności, natomiast pod względem powierzchni na miejscu 1048.).